# Stefan Fadinger
Stephan Fadinger (né vers 1585 à Parz, aujourd'hui village de Sankt Agatha, mort le 5 juillet 1626 à Ebelsberg près de Linz) est un paysan, chapelier et chef des paysans rebelles du Traunviertel et du Hausruckviertel pendant la Guerre des paysans en Haute-Autriche.

## Biographie
Il acquiert une expérience de soldat pendant sa jeunesse. En 1616, il reprend la ferme de son père. Il a deux fils, Michel et Paul.
Après que le gouverneur bavarois Adam von Herberstorff sanctionne cruellement une rébellion contre la nomination forcée d'un prêtre catholique lors du jeu de dés de Frankenburg en mai 1625, toute la paysannerie de Haute-Autriche est en émoi et jouit également de la solidarité avec les classes non paysannes. Stefan Fadinger et son beau-frère Christoph Zeller planifient un soulèvement national, qu'il programme pour la Pentecôte 1626. Deux semaines avant la date prévue, une bagarre dans une taverne à Lembach im Mühlkreis, au cours de laquelle des soldats bavarois sont tués, déclenche l'attaque. Le 22 mai, le chef charismatique, qui dirige ses troupes d'une main ferme et a toujours des gardes du corps avec lui, est élu par les fermiers capitaine en chef du Traunviertel et du Hausruckviertel. Il rassemble les différents groupes d'agriculteurs et occupe Eferding, Wels, Kremsmünster et Steyr en un temps relativement court.
Lors du siège de Linz le dimanche 28 juin 1626, alors qu'il effectue une marche de reconnaissance le long des remparts de la ville, Fadinger est grièvement blessé par les balles de tirailleurs postés sur le toit de la maison de campagne. Son cheval est tué par les tirs et il s'enfuit à pied vers Ebelsberg. Dans son quartier général sur l'actuelle Fadingerplatz, il succombe à un empoisonnement du sang le 5 juillet à la suite de sa blessure par balle.
Le successeur en tant que chef paysan était son beau-frère Zeller. Après sa mort le 18 juillet, les insurgés ne sont plus en mesure d'obtenir des succès significatifs.
Dans l'année qui suit la fin de la guerre des paysans, le gouverneur bavarois Herberstorff fait exhumer la dépouille de Fadinger au cimetière d'Eferding, la décapiter et l'enterrer avec le corps de Christoph Zeller, dans le Seebacher Moos près d'Eferding. Une potence est érigée sur sa tombe « pour son éternel souvenir honteux ». De plus, la ferme de Fadinger est incendiée et sa famille expulsée du pays « pour toujours ». Sa femme s'enfuit dans le nord de l'Allemagne avec leurs fils. Ils trouvent refuge auprès d'une noble famille protestante. Des traces de la famille de Fadinger existent à travers les descendants de ses frères et sœurs à Sankt Agatha. La propriété de Fadinger, 70 hectares de terrain, va à la famille Stauff. Après l'incendie de la ferme, une nouvelle ferme est construite 300 m plus haut et vendue à la famille Ehrenprandtner en 1628.

## Mythologie
Stefan Fadinger est considéré comme une figure centrale de l'histoire de la Haute-Autriche et sa biographie en a fait une figure légendaire. Grâce à son talent d'orateur, son charisme et son zèle inébranlable pour le protestantisme, il acquiert rapidement une grande popularité. La mort pour ses convictions et la haine des vainqueurs au-delà de celles-ci peuvent être les raisons du mythe qui l'entoure. Cependant, Fadinger fut un chef plutôt faible, lui-même rechigne à accepter le commandement suprême, et c'est en raison de son incompétence militaire et de son imprévoyance, son comportement hésitant, que Herberstorff a l'occasion de fortifier Linz et gagne à Peuerbach.
Fadinger et la plupart des chefs paysans sont analphabètes, c'est pourquoi une couche d'intellectuels ruraux joue un rôle important dans la rédaction des plaintes et la gestion de la chancellerie. Notamment à cause de cela, des sources contemporaines soupçonnent les citoyens de Steyr Wolf Madlseder et Lazarus Holzmüller d'être les véritables cerveaux de l'événement tragique.

## Commémorations
Étant donné que Stefan Fadinger jouit d'une grande réputation parmi la population en tant que fermier rebelle contre l'occupation bavaroise, plusieurs monuments commémoratifs sont érigés et des lieux sont baptisés en son honneur :
- Stefan-Fadinger-Museum à St. Agatha
- Stefan-Fadinger-Straße à Waizenkirchen, Linz, Wels, Eferding, Salzbourg, Laakirchen, Attnang-Puchheim, Gmunden et Amstetten
- Stefan-Fadinger-Platz à Vienne-Favoriten
- Fadingerplatz à Ebelsberg
- BRG Fadingerstraße (Fadingerschule) à Linz
- Plaque sur la maison 5 à Ebelsberg
- Monument à Parz (Sankt Agatha) à l'emplacement présumé de sa ferme
- Tombe de Stefan Fadinger dans le Seebacher Moos à Seebach dans la commune de Hinzenbach
- Sceau original de Fadinger dans le blason de St. Agatha.

## Source, notes et références
- (de) Cet article est partiellement ou en totalité issu de l’article de Wikipédia en allemand intitulé « Stefan Fadinger » (voir la liste des auteurs).

1. ↑  (en) Peter H. Wilson, The Thirty Years War : Europe’s Tragedy, Harvard University Press, 2011, 996 p. (ISBN 9780674062313, lire en ligne), p. 412
2. 1 2 3  (de) Martin Haidinger, Franz Josephs Land : Eine kleine Geschichte Österreichs, Amalthea Signum Verlag, 2016, 320 p. (ISBN 9783903083141, lire en ligne)